# Avståndsanslagsrör

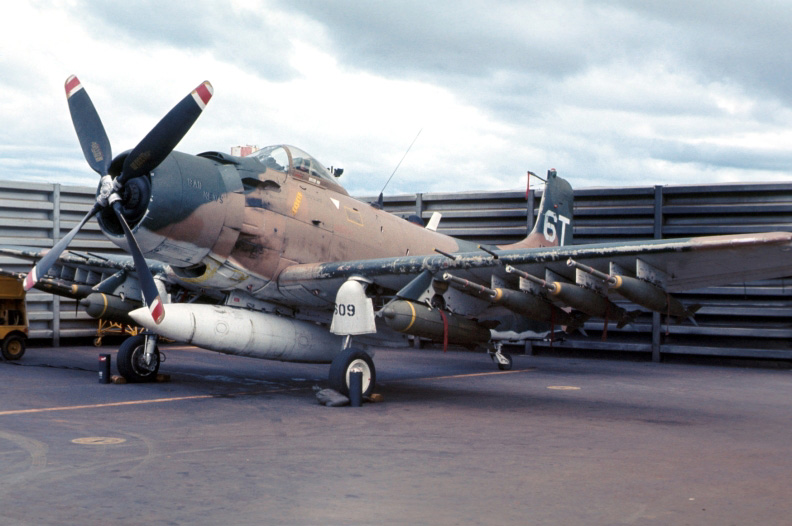
Mark 81-bomber utrustade med avståndsanslagsrör (så kallade ”daisy cutters”) under vingen på en A-1 Skyraider.

Avståndsanslagsrör är ett tändrör, främst avsett för flygbomber, utformat att få bomben att detonera strax innan den slår i marken. Syftet är att maximera bombens splitterverkan genom att få den att detonera ovanför markytan. Till skillnad från zonrör som mäter avståndet till marken med radar eller laser består avståndsanslagsröret av ett långt rör som skruvas fast i bombens nos i stället för ett vanligt anslagsrör.